# Alexandr Andrejevič Korobkov
Alexandr Andrejevič Korobkov (rusky Алекса́ндр Андре́евич Коробко́в), (20. června 1897 Petrovsk, Ruské impérium – 22. července 1941 Moskva, SSSR) sovětský vojenský velitel v počátečním období Velké vlastenecké války, velitel 4. armády v hodnosti generálmajora. Dne 22. července 1941 byl sověty zastřelen „pro ztrátu kontroly na vojskem“. Stal se jedním z „obětních beránků“ sovětských generálů v počáteční fázi války za prohranou bitvu v Białystoku a Minsku. Spolu s ním byl popraven i jeho velitel Dmitrij Grigorjevič Pavlov a jiní. Po Stalinově smrti byl rehabilitován pro „nedostatek důkazů“. Posmrtně mu byla navrácena hodnost i vyznamenání.